# Ugoszcz (Pojezierze Dobrzyńskie)
Ugoszcz – jezioro w woj. kujawsko-pomorskim, w powiecie rypińskim, w gminie Brzuze, leżące na terenie Pojezierza Dobrzyńskiego.

## Dane morfometryczne
Powierzchnia zwierciadła wody wynosi 24,4 ha.
Zwierciadło wody położone jest na wysokości 103,9 m n.p.m.. Średnia głębokość jeziora wynosi 1,9 m, natomiast głębokość maksymalna 4,2 m.
Na podstawie badań przeprowadzonych w 2004 roku wody jeziora zaliczono do poza klasą klasy czystości.

## Hydronimia
Według urzędowego spisu opracowanego przez Komisję Nazw Miejscowości i Obiektów Fizjograficznych (KNMiOF) nazwa tego jeziora to Ugoszcz.